# Костел єзуїтів (Тернопіль)
Костел єзуїтів (чи Єзуї́тський костел) — найменша римо-католицька культова споруда міста Тернополя, що існувала до 1945 року. Розташовувався на вулиці Пйотра Скарґи (тепер Юліана Опільського, за школою № 5). Після Другої світової війни вежу і дзвіницю знесли, в будівлі розмістили Тернопільську швейну фабрику, якої також уже не існує.

## Передісторія
Єзуїти прибули до Тернополя у 1820 році з Росії. Пов'язано це було з відкриттям 20 листопада того року гімназії, де першими вчителями були саме вони. Крім того, існував шляхетський конвікт, яким опікувалися ченці. Вони загалом займали приміщення ордену домініканців. Орден проводив полонізаційну політику, внаслідок його діяльності, у 1830-х роках, коло 1000 тернопільських греко-католиків перейшли у латинський обряд. Історія спорудження Єзуїтського костелу відноситься до дещо пізніших часів.

## Будівництво

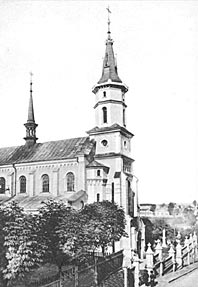
Вигляд на костел з вул. Юліана Опільського. 1900 рік

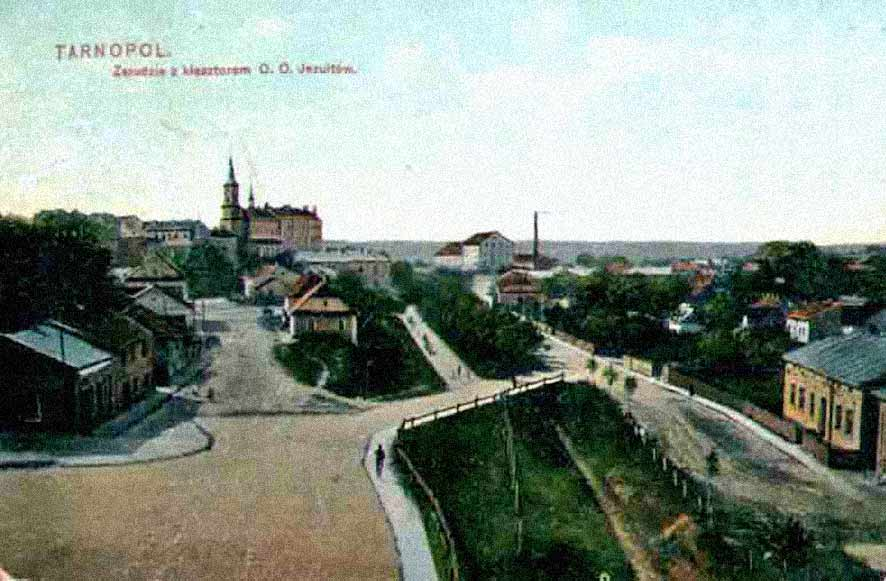
Вигляд із залізничного моста. Вдалині видніються шпилі костелу

Місце під будівництво міська громада продала отцям-єзуїтам за символічну, дуже низьку ціну — 100 золотих ринських. 14 травня 1899 року освятили наріжний камінь під будівництво. У церемонії брало участь багато міщан, була й процесія від греко-католицької церкви на чолі із священиком о. Володимиром Громницьким.
1901 року будівництво костелу завершили. Його мурував Григорій (чи Микола) Кордуба, доклали також зусиль теслі Леонард Менжинський та Антон Крук, слюсарі Шауер і С. Асенько та багато інших. Костел споруджено за проєктом львівського архітектора Діонісія Кшичковського. Розмалював художник Табінський, різьбярством займався Клімек.
29 вересня 1901 року відбулося урочисте освячення (консекрація) споруди, в якому брало участь римо- і греко-католицьке духовенство. Храм, який був найменшим у місті, виконував роль парафіяльного без права парафії для передмістя за Рудкою, відомого ще як Заруддя (Заруда).
Цей костел згадував у своїх творах Іван Франко.

## Архітектура
Костел був тринавною спорудою в неороманському стилі із чотириповерховою вежею і невеличкою дзвіницею (сиґнатуркою) посередині даху. Довжина споруди становила 42 м, ширина — 17 м. Навколо було просторе місце для процесій. Вартість усієї споруди разом із внутрішнім опорядженням, дзвонами, шістьма вівтарями, органом і орнаментикою (витратами на орнамент) становила 90 000 золотих ринських.
Внутрішнє оздоблення костелу виконане в романсько-бароковому стилі. У головному вівтарі розміщувалася статуя Непорочного Зачаття Пречистої Діви Марії, привезена з Парижа, у лівому бічному вівтарі — статуя святого Ігната (копія роботи Рубенса). З правого боку був вівтар святого Хреста, роботи 1820 року, подарований домініканами в тому ж 1820 році. Орга́н, привезений із Сілезії, мав 18 регістрів. Освітлювалася споруда електрикою.

## Перша світова війна

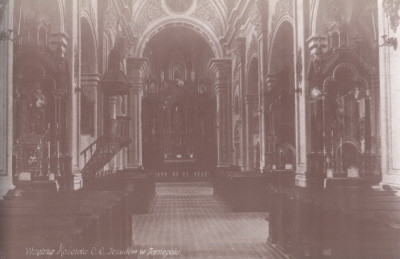
Інтер'єр костелу

Під час Першої світової війни костел закрили через те, що ченців звинуватили в переховуванні в'язнів. Відкрився він у липні 1917 року. А 1927 року повернено книги з книгозбірні отців-єзуїтів, забрані російським військом у 1915 році.

## Друга світова війна
Під час бомбардувань міста в 1941 році костел уцілів. А от воєнні дії 1944 року наполовину його знищили. Проте релігійне життя в ньому існувало ще в 1944—1945 роках.
З евакуацією польського населення внутрішнє оздоблення було вивезене до Польщі — костел стояв порожній. Більшовики спочатку планували використати його для культурних потреб міста, одначе вирішено вежу і дзвіницю знести. У будівлі розмістили Тернопільську швейну фабрику.

## Сучасність
Численні перебудови та добудови цілком змінили зовнішній вигляд споруди. До початку 2010-х років в будівлі можна було впізнати арку колишнього входу в храм та бокові стіни першого поверху, що також нагадували про костел. Також всередині приміщення були збережені хрестово-купольні склепіння бічних нав, що знаходилися на рівні другого поверху будівлі.
У серпні 2016 року приміщення будівлі було продане на аукціоні за 576 140 гривень, а в листопаді 2020 року один з корпусів швейної фабрики був повністю зруйнований  будівельною компанією «Креатор-Буд» з метою будівництва нового житлового комплексу.

## Світлини

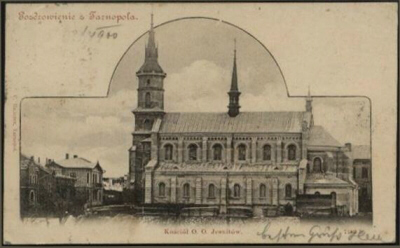
Вигляд з вулиці Сенкевича, 1900 р.
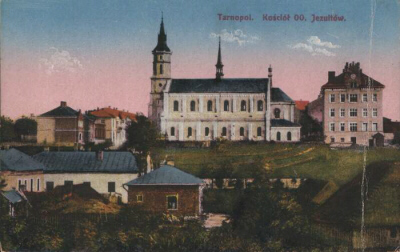
Вигляд з вулиці Сенкевича, 1900 р.
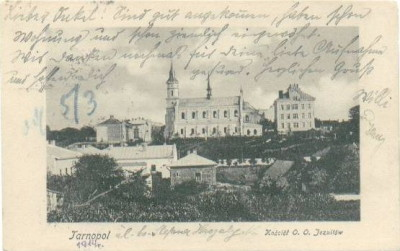
Вигляд з вулиці Пйотра Скарги, 1900 р.
Різниця в часі
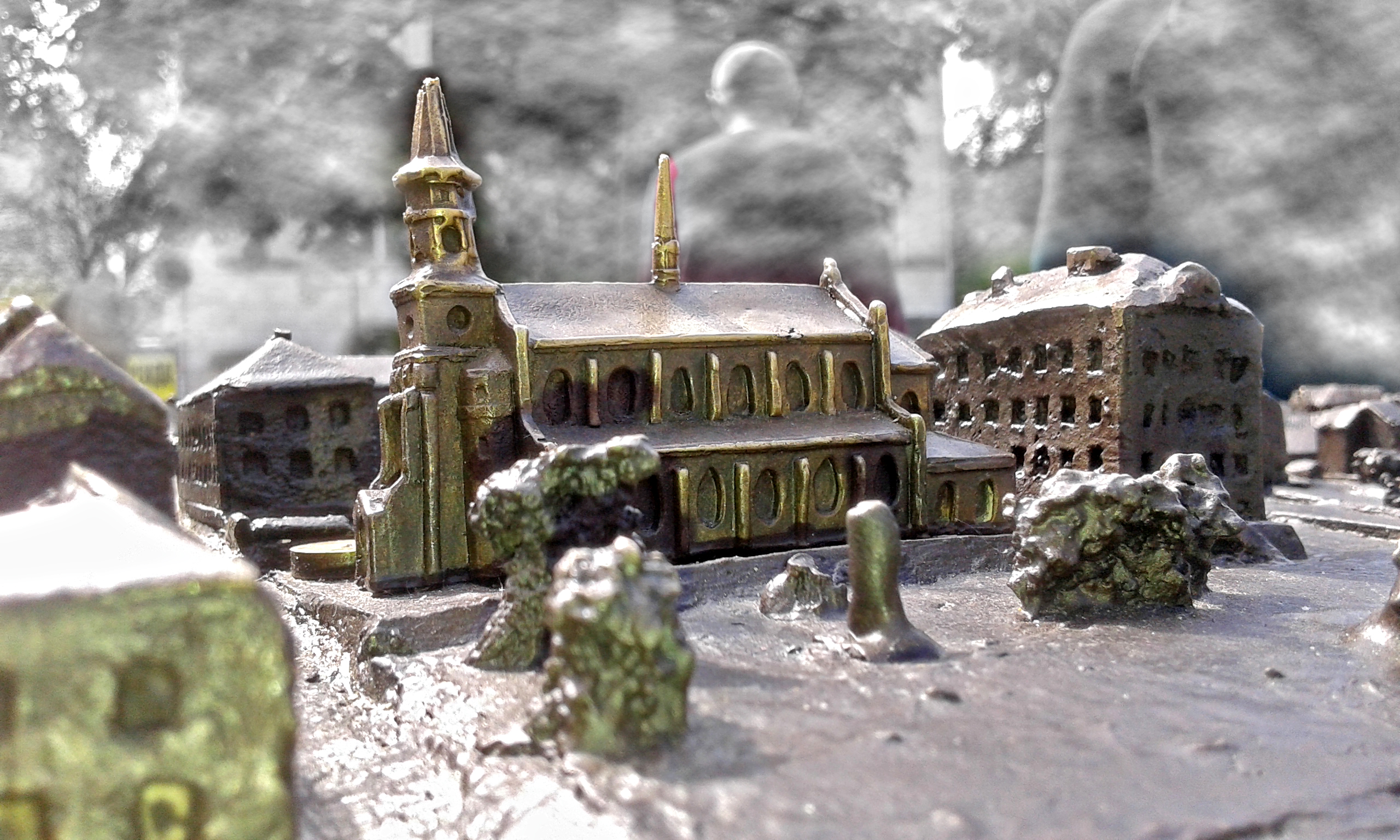
Бронзовий макет довоєнного міста